# Isaura Lemos
Maria Isaura Lemos (Jundiaí, 22 de maio de 1954) é uma técnica em enfermagem e política brasileira, ex-deputada estadual em Goiás e filiada ao Partido Comunista do Brasil (PC do B).

## Família
Maria Isaura Lemos é a décima primeira filha de Arnaldo Lemos e Isaura Rocha Lemos, um casal de classe média paulista que teve outros treze filhos. É casada com o também político Euler Ivo, com quem teve três filhas: a vereadora Tatiana Lemos e as cantora Maíra e Júlia.

## Carreira política
Aos 14 anos, em 1968, Isaura participou do primeiro evento político de sua vida, quando fez parte de uma passeata em protesto à morte de um estudante universitário. No auge da repressão, sentiu-se instigada com a situação do país e passou a integrar o grêmio estudantil da escola, até que, por força da ditadura, as aglomerações foram proibidas. Com a repressão, passou a atuar no Serviço Pastoral Estudantil Secundarista, movimento menos visado pelos militares, onde participou de reuniões clandestinas. Foi aí que conheceu seu futuro marido Euler Ivo, que estava em Campinas em atividade da Ação Popular (AP).
Aos 20 anos de idade, em 1974, Isaura e Euler se casaram – este último sob a identidade falsa de José Moreira Gomes. No mesmo ano, Isaura abandonou a família em Campinas para fazer parte da luta armada contra a ditadura militar do Brasil (1964–1985), atuando em uma base guerrilheira situada no sertão da Bahia.
Ao lado do marido, o ex-vereador de Goiânia Euler Ivo, Isaura foi uma das fundadoras do PC do B em Goiás. Sua atuação política em Goiás começou a ganhar visibilidade quando ajudou a criar o Movimento Contra a Carestia, que lutava para diminuir o preço da cesta básica. Em 1982, seu marido elegeu-se vereador em Goiânia e Isaura continuou a liderança popular. Em 1991, no segundo mandato de Euler na Câmara, fundaram o Movimento de Luta pela Casa Própria (MLCP). No ano seguinte, deixou o PC do B para integrar o Partido Democrático Trabalhista (PDT), e, em 1998, tentou com sucesso a primeira eleição para a Assembleia Legislativa de Goiás, sendo reeleita em 2002, 2006 e 2010. Em outubro de 2011, após disputas internas no PDT, retornou ao PC do B.
Em 2012, concorreu, sem sucesso, à prefeitura de Goiânia pelo PC do B, obtendo apenas 3,34% dos votos válidos e ficando em quinto lugar na disputa pelo Paço Municipal. Antes disso, Isaura havia concorrido nos pleitos de 2000 e de 2004 pelo PDT, quando obteve 1,72% (quinto lugar na disputa) e 1,73% dos votos (sexto lugar), respectivamente. Em 2014, Isaura Lemos se reelegeu para o quinto mandato de deputada estadual. 
Em 2018, Isaura desistiu da reeleição e colocou sua filha, a vereadora de Goiânia Tatiana Lemos, também do PC do B, como candidata a deputada estadual. Isaura candidatou-se a deputada federal, no lugar de Tatiana, e obteve 24.258 votos totalizados (0,80% dos votos válidos), mas não foi eleita.  Após 20 anos, Isaura deixou a Assembleia Legislativa de Goiás e afirmou que continuaria nas lutas sociais.